# La evolución de los Daleks
Evolution of the Daleks es el quinto episodio de la tercera temporada moderna de la serie británica de ciencia ficción Doctor Who, emitido originalmente el 28 de abril de 2007, y es la conclusión de la historia de dos partes que comenzó con Daleks en Manhattan.
Según las mediciones de BARB, este episodio fue visto por 6,97 millones de espectadores y fue la decimoséptima emisión más popular de la televisión británica esa semana. La historia está ambientada en Nueva York en 1930.

## Argumento
Tras la creación del híbrido de Dalek Sec con un humano (Eric Loren), el Décimo Doctor (David Tennant), Martha Jones (Freema Agyeman), Frank (Andrew Garfield) y los otros humanos cautivos logran escapar cuando el Doctor usa su destornillador sónico para provocar que una radio cercana emita en una frecuencia insoportablemente alta. Los Daleks Jast y Caan salen en su busca y después hablan entre ellos su preocupación por el plan de Sec. El Doctor y Martha se encuentran más tarde con Tallulah (Miranda Raison) y Frank y regesan hasta Hooverville. El Doctor avisa a Solomon (Hugh Quarshie) de que los Daleks están buscando más sujetos humanos, pero Solomon cree que puede razonar con ellos. Los Daleks y los esclavos cerdos atacan, pero Solomon inicia una conferencia con los Daleks sobre ellos. Les dice que tienen valores comunes y ruega que muestren compasión. Indiferentes, los Daleks matan a Solomon en frente de los demás humanos. El Doctor, enfurecido por la muerte de Solomon, grita a Caan que le mate a él también, pero Sec ordena que le traigan al Doctor. Martha intenta ir con él, pero el Doctor le hace quedarse atrás, dándole su papel psíquico mientras se marcha con los Daleks.

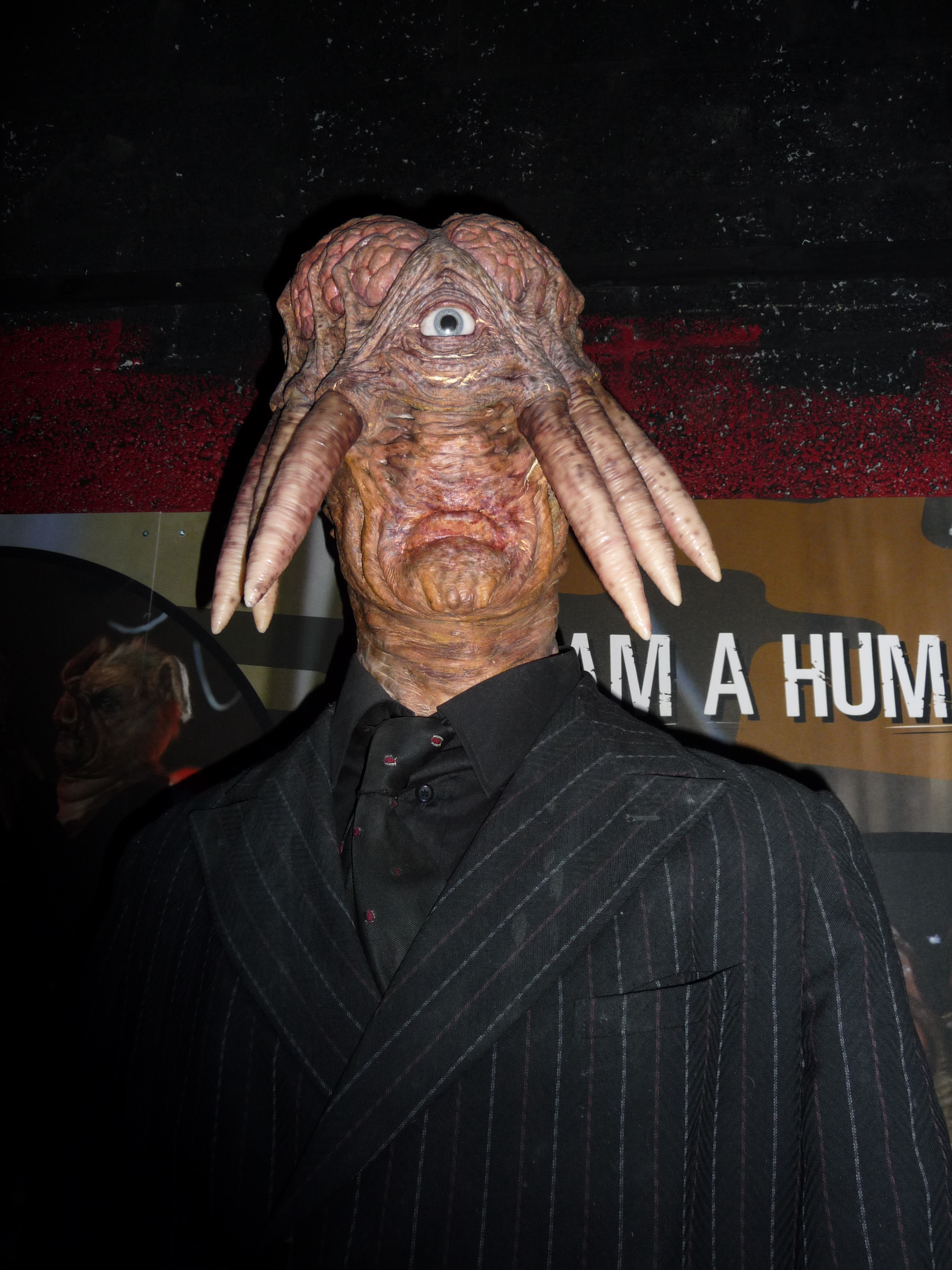
Los Daleks crean un híbrido Dalek-humano para progresar en su evolución.

En el laboratorio Dalek en el Empire State Building, el Doctor descubre que el plan de Dalek Sec es continuar la raza inyectando a humanos de alta inteligencia una mezcla de ADN humano y Dalek, permitiendo que sus mentes puedan ser programadas como Daleks. Sin embargo, como la tarea requiere más energía de la que puede producir la tecnología humana de los años treinta, Dalek Sec planea usar un rayo de energía gamma de una llamarada solar que ocurrirá en unos minutos, y obliga al Doctor a ayudarle a finalizar el sistema de energía. Esos nuevos seres no serán, dice Sec, las criaturas sin emociones que los Daleks han sido hasta ahora. En su lugar, combinarán la habilidad humana de evolucionar y sobrevivir con la inteligencia Dalek. Caan, Thay y Jast se rebelan, al ver a Sec como un traidor a su raza, ni siquiera un auténtico Dalek ya ("Nos dijiste que imagináramos... y hemos imaginado tu irrelevancia"). Orquestan un motín, cambiando la mezcla de ADN por otra de puro Dalek. El Doctor y Laszlo (Ryan Carnes) escapan durante el caos, dirigiéndose a los pisos altos del edificio. Allí se encuentran con Martha, Tallulah y Frank, que han usado el papel psíquico para pasar a través de los guardias de seguridad del edificio. Martha, que ya ha analizado los planos del edificio, le dice al Doctor que debe retirar los paneles de Dalekanium en el mástil del edificio. El Doctor rápidamente sube, diciéndole a Martha que se quede allí luchando. Mientras el Doctor se esfuerza en retirar los paneles, Martha, con la ayuda de los otros, coloca trozos de metal de la obra del edificio para conectarlos al ascensor. Deberían conducir allí la electricidad cuando caiga el rayo gamma. Los esclavos cerdos son electrocutados en el ascensor, pero al Doctor se le cae el destornillador sónico y no logra retirar todos los paneles a tiempo. Mientras se agarra al mástil, el rayo cae y la energía se transfiere a los escudos humanos y Daleks. El nuevo ejército de los Daleks comienza a despertar.
Martha y los otros recuperan al Doctor y después escapan al teatro de Tallulah con el ejército humano-Dalek pisándoles los talones por las alcantarillas. Al ser rodeados por el ejército, descubren que Dalek Thay y Jast tienen a Sec cubierto de cadenas. Mientras los dos se preparan para matar al Doctor, Sec intenta razonar con ellos y después se pone en medio del fuego, sacrificándose para salvar al Doctor. Los Daleks ordenan a su ejército que mate al Doctor, pero descubren que los humanos se están resistiendo: el Doctor, al ponerse en el camino del rayo gamma, hizo que parte de su ADN de Señor del Tiempo se transfiriera a los escudos humanos, liberándolos del control de los Daleks. El ejército se vuelve contra Thay y Jast, matándoles, pero Caan que lo ha visto todo desde el Empire State Building, activa una secuencia de terminación que mata al resto del ejército. El Doctor vuelve al laboratorio para enfrentarse a Caan, ofreciéndole misericordia y ayuda, pero en lugar de eso, el Dalek escapa una vez más por un salto temporal de emergencia. Mientras el Doctor se reúne con los otros, el corazón de Laszlo comienza a fallar, por su transformación a medias en esclavo cerdo. El Doctor, sin embargo, encuentra la forma de estabilizar su condición, aunque no podrá devolverle su apariencia humana. Laszlo y Tallulah se reúnen, y saben por Frank que la gente de Hooverville aceptarán a Laszlo a pesar de su apariencia. El Doctor y Martha finalmente vuelven a Liberty Island y a la TARDIS, donde el Doctor murmura que aún le queda un enfrentamiento con los Daleks en el futuro.

### Continuidad
- El Doctor usa el destornillador sónico junto con una radio sin cables para emitir un chirrido de alta frecuencia que paralice temporalmente a los Daleks y los esclavos cerdos, ayudando al grupo escapar. Anteriormente, en La novia fugitiva, utilizó el destornillador con una mesa de DJ en la boda para desactivar a los Santas Robóticos.
- En Smith y Jones, el Doctor refirió que recibió una descarga eléctrica mientras ayudaba a Benjamin Franklin a volar su cometa. En este episodio, prueba otra vez su resistencia a la corriente eléctrica elevada. Esta habilidad ya se había mostrado en Terror of the Zygons, Tercera Guerra Mundial, Genesis of the Daleks y La caja tonta.
- Cuando se dirigen a toda prisa al teatro de variedades, el Doctor dice "Allons-y". Es la segunda vez que utiliza su famosa frase después de El ejército de fantasmas.
- La idea de los humanos como los "grandes supervivientes" resurgió en Utopía.

#### Daleks
- Este es el primer episodio que usa la coletilla familiar "______ of the Daleks" desde Remembrance of the Daleks en 1988. El esquema comenzó a usarse en pantalla en 1966 con The Power of the Daleks.
- Los Daleks miden el tiempo en rels, la unidad de tiempo Dalek, casi equivalente a un segundo.[4] La medida se introdujo por primera vez en la película fuera de canon Dr. Who y los Daleks (1965), y pasó a la continuidad televisiva en El día del Juicio Final (2006)
- Ha habido otras historias de Doctor Who que han mostrado combinaciones de humanos y Daleks de diferentes formas. Son:
  - The Evil of the Daleks: humanos son imbuidos con el "Factor Dalek", y los Daleks son imbuidos con el "Factor Humano"
  - Revelation of the Daleks: humanos en animación suspendida esperan la cura de sus enfermedades y en su lugar son convertidos en Daleks
  - Dalek: un Dalek extrae ADN humano para regenerarse, y se ve alterado en el proceso
  - El momento de la despedida: los Daleks de esta historia son creados por el Emperador Dalek a partir de humanos
  - El manicomio de los Daleks: mediante nanogenes, los Daleks transforman a una mujer en Dalek y a otros en híbridos utilizados como marionetas
- En el clímax de la historia, los Daleks son derrotados por los híbridos humano-Dalek cuando se vuelven contra ellos. Los Daleks son derrotados similarmente por sus creaciones en The Dalek Invasion of Earth cuando los acompañantes del Doctor vuelven contra sus amos a los Robohombres, humanos condicionados para servir a los Daleks.
- Los Daleks una vez más muestran debilidad contra sus propias armas, como ya se vio en The Evil of the Daleks, Planet of the Daleks y The Five Doctors. Los Daleks Thay y Jast son destruidos por el fuego constante de una variante de las armas de energía Dalek de los híbridos.
- Se menciona por segunda vez al creador de los Daleks, Davros, desde el regreso de la serie en 2005 (la primera vez fue en Dalek).
- Dalek menciona el "salto temporal de emergencia" que activó en El juicio final, explicando que todo el culto de Skaro escapó de ser succionado al vacío por este método. Dalek Caan al final del episodio hace un salto similar.
- El Dalekanium, mencionado en este episodio y en Daleks en Manhattan, fue mencionado por primera vez en The Dalek Invasion of Earth.
- Una vez más, los Daleks usan un "ordenador de batalla" para dirigir operaciones masivas en la Tierra, como en Remembrance of the Daleks. En esa ocasión era controlado por una niña modificada, y aquí por enlace directo con Dalek Caan.
- Los Daleks dicen que primero intentaron reproducirse por sí mismos en Nueva York creando embriones Daleks. La tecnología embrionaria Dalek y la "sala de embriones" se vieron anteriormente en Genesis of the Daleks. La idea de Daleks replicados genéticamente se vio anteriormente en The Power of the Daleks.